# 黃大仙天主教小學
黃大仙天主教小學（英語：Wong Tai Sin Catholic Primary School），簡稱WTSCPS，是天主教香港教區的一所男女子小學，位於黃大仙正德街102號，於1962年創辦，2002年9月轉為全日制小學。該校的校訓為「自強不息」

## 校政管理

### 歷任校監
- 1962年至？：覺法治神父[1]
- 196？年至？達碑立父[2]
- 1973年至1978年：李毓明神父[2]
- 1978年：劉蘊遜神父[2]
- 1978年至：林柏棟神父[2]
- 伍國寶神父[3][4]
- 羅國輝神父[5]
- 周偉文神父
- 陳德雄神父

### 歷任校長
- 1962年至？：徐順珍女士（上午校）[2][6]
- 1962年至1965年：陳韻靜女士（下午校）[2][6]
- 1965年至1985年：莫鉅榮先生（下午校）[7]
- ？至1979年：吳菱莊先生（上午校）[2]
- 1979年至？：黎幗豪女士（上午校）[2]
- 1985至1996年：李煜鴻先生（下午校）
- 1996至1997年：麥簡韻華女士（下午校）
- 廖翔顯先生（上午校）[4]
- 1997年至2002年：顏嘉莉女士（下午校）[8]
- 2002年至2014年：陳立新先生[9]
- 2014年至2018年：周德輝先生[10]
- 2018年至2024年：舒敬 先生[11]
- 2024年至今：葉鎮鴻 先生

### 歷任副校長
- ？至1996年：羅傳本先生（下午校）
- 1996年至1998年︰曹慧君女士（下午校）
- 1998年至2000年：鄭正南女士（下午校）
- 2000年至2004年：梁靄雯女士（下午校）[12]
- ？至今：黃頌雅 女士[13]

## 辦學宗旨
按基督精神建立積極的人生觀，正確的公民意識，並弘揚中國文化，將來盡展所能，回饋社會。

## 學校歷史
黃大仙天主教小學於1962年2月15日由天主教香港教區創辦。創校初年只開設上午校一、二年級各六班。同年9月增辦下午班，令全校班級擴充至上、下午校共二十四班。學校開幕典禮當日，校方邀請時任教廷駐華公使高理耀總主教主持儀式。黃大仙天主教小學其後分別在1983年及1986年推行小五、小六班級圖書館計劃和活動教學。在1998年成立家長教師會。及至2002年9月，校方決定下午校於原址實行全日制上學模式。而上午校則遷往鑽石山蒲崗村道，並易名為「慈雲山天主教小學」。該校後來於2006年增設「聖母山」及「學生活動中心」。其校友會於翌年成立；另外，校園內的「祈禱室」及校園電視台在2014年才出現。同年3月亦正式組成法團校董會，實施校本管理政策。

## 毗鄰建築
毗鄰黃大仙官立小學，黃大仙鐵路站C2/D2 出口，黃大仙中心，黃大仙下邨龍光樓、龍輝樓、現祟山、黃大仙警署。

## 著名/傑出校友
- 李華明（1967年）：香港泛民主派人士，前香港立法局及前香港立法會議員[15]
- 何安達（1974年）：前香港特區政府新聞統籌專員[16]
- 黃重光：香港太平紳士、醫生、前香港中文大學精神科學系教授兼系主任
- 劉德華（1975年）：香港歌手及藝人
- 陳勳奇：香港電影導演
- 莫嘉嫻（1984年）：香港泛民主派人士，前黃大仙區區議會議員[17]
- 王嘉源（1992年）：香港商人，派傳單廣告公司「洗樓王」創辦人[18]
- 許銳宇（2001年下午校）：香港泛民主派人士、前沙田區區議會議員
- 王智德（2001年下午校）：香港男藝人、男子跳唱組合 MIRROR 成員
- 林泳淘（2002年上午校）：香港女藝人

## 聖雲先小堂
聖雲先小堂（英語：St. Vincent’s Chapel），位於九龍黃大仙下邨正德街102號（黃大仙天主教小學）。於1962年10月31日，建立及祝聖，前身為聖雲先堂。2000年10月1日，聖雲先堂區被廢除，更名為小堂，並納入新蒲崗善導之母堂區。

### 彌撒及禮儀時間
彌撒
- 主日彌撒：上午9：30(粵語)
- 平日彌撒：星期一至五 晚上6：30（粵語）

#### 明供聖體
- 每月首主日下午1:30-2:30

### 小堂主保

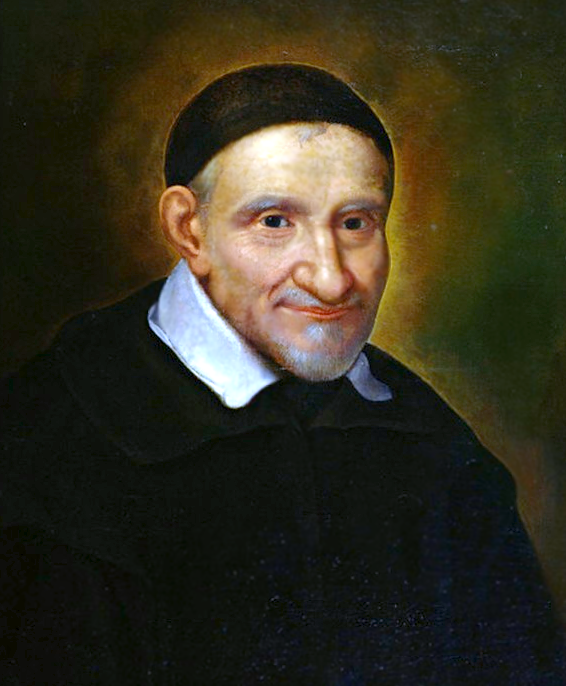
聖雲先

聖人聖雲先於1581年在法國迦斯高出生，出身農民家庭。晉鐸後，在巴黎總教區 當堂區主任司鐸，並創立遣使會，專為神職人員的神修培育，並以救濟窮人為宗旨。此外，他又在聖女羅依士的協助下，創立了仁愛修女會。1660年安逝於巴黎。聖人因其關心貧病的精神，故被稱為慈善事業的主保。聖雲先紀念日是9月27日。